# Octobre 2016
Octobre 2016 est le 10e mois de l'année 2016.

## Événements
- 1er octobre : l'ICANN remplace les États-Unis dans la gouvernance des noms de domaines.
- 2 octobre :
  - élection présidentielle au Cap-Vert, Jorge Carlos Fonseca est réélu ;
  - en Colombie, l'accord de paix entre le gouvernement et les FARC est rejeté par référendum ;
  - en Hongrie, un référendum portant sur les quotas de migrants n'atteint pas le quorum nécessaire.
- 3 octobre :
  - Kersti Kaljulaid est élue au 6e tour de l'élection présidentielle en Estonie ;
  - Yoshinori Ohsumi reçoit le Nobel de médecine pour ses travaux sur l'autophagie.
- 4 octobre :
  - l'ouragan Matthew fait au moins 900 morts en Haïti ;
  - les Britanniques David J. Thouless, Duncan Haldane et John M. Kosterlitz reçoivent le prix Nobel de physique pour leurs travaux sur les transitions de phases et les phases topologiques de la matière.
- 5 octobre : Jean-Pierre Sauvage, James Fraser Stoddart et Bernard Lucas Feringa reçoivent le prix Nobel de chimie pour leurs travaux sur la conception et la synthèse de machines moléculaires.
- 7 octobre :
  - élections législatives au Maroc ;
  - Juan Manuel Santos reçoit le prix Nobel de la paix pour ses efforts en faveur du processus de paix avec les FARC ;
  - élection à la direction du Parti québécois au Canada.
- 7-8 et 14-15 octobre : élections sénatoriales en République tchèque.
- 8 et 30 octobre : élections législatives en Géorgie.
- 9 octobre : élections législatives en Lituanie (1er tour).
- 10 octobre :
  - l'Américano-Britannique Oliver Hart et le Finlandais Bengt Holmström reçoivent le prix de la Banque de Suède en sciences économiques en mémoire d'Alfred Nobel pour « leurs contributions à la théorie des contrats » ;
  - au Conseil de sécurité des Nations unies, la Russie oppose son véto à une résolution française qui exigeait l’arrêt immédiat des bombardements sur Alep.
- 13 octobre :
  - Bob Dylan reçoit le prix Nobel de littérature pour « avoir créé dans le cadre de la grande tradition de la musique américaine de nouveaux modes d’expression poétique » ;
  - décès du roi de Thaïlande, Rama IX, plus ancien chef d'État en exercice, après un règne de 70 ans 4 mois et 4 jours. Prem Tinsulanonda assure la régence jusqu'à l'intronisation du nouveau roi ;
  - l'Assemblée générale de l'ONU désigne le portugais António Guterres pour le poste de Secrétaire général au 1er janvier 2017.
- 15 octobre :
  - accord de Kigali (amendement au protocole de Montréal) pour l'élimination des hydrofluorocarbures ;
  - en Irak, un attentat à Bagdad revendiqué par Daech fait au moins 34 morts[1].
- 16 octobre : élections législatives au Monténégro.
- 17 octobre : début de la bataille de Mossoul en Irak.
- 19 octobre :
  - faisant tous deux partie du programme ExoMars, le satellite Trace Gas Orbiter se place normalement en orbite autour de Mars alors que l'atterrisseur Schiaparelli stoppe anormalement ses émissions radio après s'être écrasé au sol ;
  - le prototype du premier hélicoptère à propulsion électrique, le Volta construite par une PME, fait sa première démonstration en vol public en France[2].
- 21 octobre : déraillement d'un train à Éséka au Cameroun provoquant la mort d'au moins 79 personnes.
- 23 octobre : élections législatives en Lituanie (2e tour).
- 23 octobre au 27 décembre : élections législatives en Somalie.
- 24 octobre : fin de l'attaque de Kirkouk en Irak.
- 26 octobre : le tombeau du Christ est ouvert pour la première fois depuis 1810.
- 29 octobre :
  - en Espagne, Mariano Rajoy est investi pour former un nouveau gouvernement minoritaire après 10 mois de blocage, le PSOE ayant décidé de s'abstenir sur le vote de confiance ;
  - élections législatives en Islande.
- 30 octobre :
  - élection présidentielle en Moldavie (1er tour) ;
  - référendum constitutionnel en Côte d'Ivoire, la nouvelle constitution est approuvée.
- 31 octobre :
  - fin de l'opération Sangaris en République centrafricaine ;
  - élection présidentielle au Liban (46e tour), Michel Aoun est élu.

## Décès
- Décès en octobre 2016